# Operace Intransitive
Operace Intransitive byl krycí název pro paradesantní výsadek vyslaný během II. světové války z Anglie na území Protektorátu Čechy a Morava. Výsadek byl organizován zpravodajským odborem exilového Ministerstva národní obrany a byl řazen do první vlny výsadků.

## Složení a úkol
Výsadek tvořili nadporučík Václav Kindl, četař Bohuslav Grabovský a desátník Vojtěch Lukaštík. Úkolem výsadku bylo poškodit rafinérii minerálních olejů v Kolíně a další sabotážní a destrukční úkoly.

Členové paravýsadku
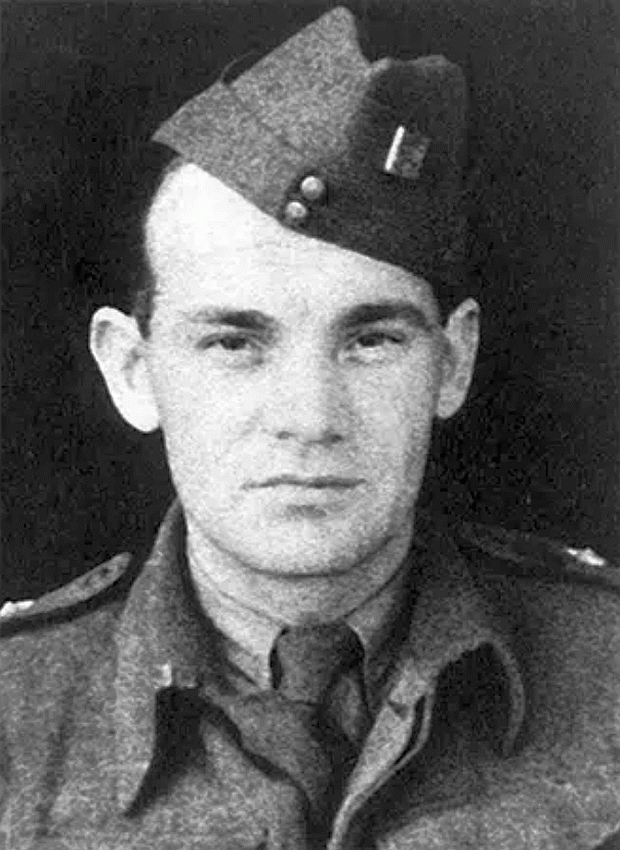
Nadporučík Václav Kindl
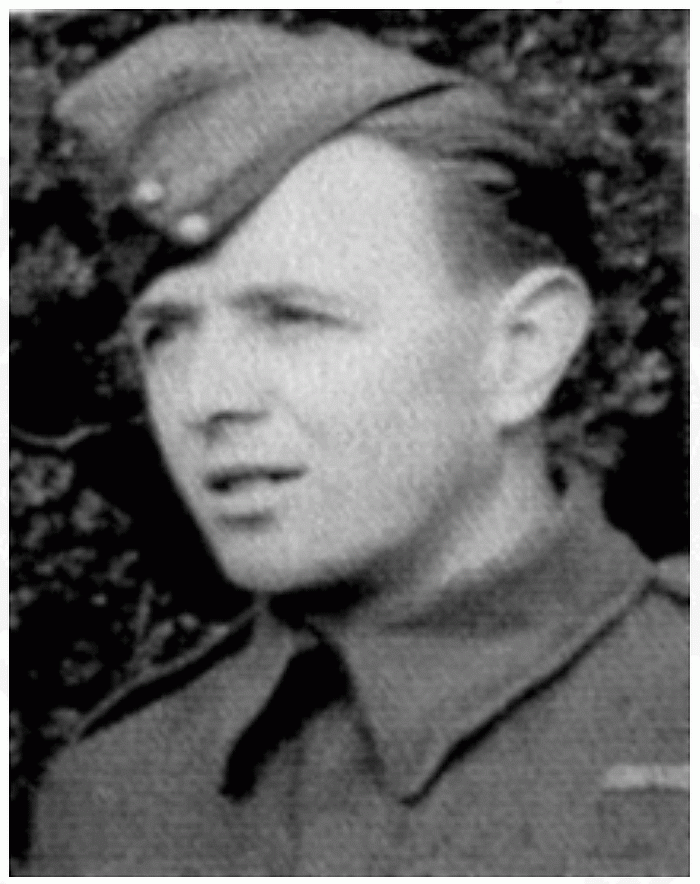
Četař Bohuslav Grabovský
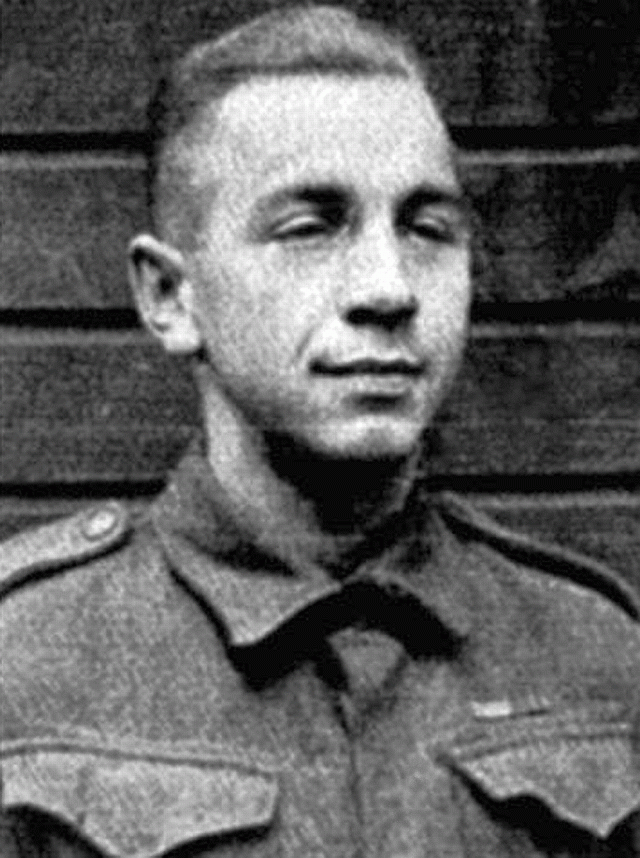
Desátník Vojtěch Lukaštík

## Činnost
Skupina byla vysazena 29. dubna 1942 společně se skupinou Tin na Rožmitálsku. Při seskoku ale došlo k rozptýlení členů obou skupin. Ti se po dopadu na zem již nesešli. Lukaštík našel těžce zraněného Cupala z Tinu. Na záchytné adrese v Rokycanech zajistil Cupalovi železničář Václav Stehlík ošetření u doktora Zdenko Čápa, poté ho dopravil na Moravu k příbuzným. Kindl se ukrýval v Bernarticích u Tábora.
Skupina se sešla poté, co Kindl dal do denního tisku dohodnutý inzerát. Společně s Grabovským pokusili vyzvednout ukrytý materiál, ten však již byl odvezen gestapem. Z důvodu bezpečnosti se skupina znovu rozešla.
Lukaštík se vrátil na Moravu, kde se ukrýval v lesích, později nalezl úkryt v Jankovicích u rodiny Remešových. Nejprve se s Cupalem pokusili vykonat atentát na protektorátního ministra Emanuela Moravce, což se ale nezdařilo z důvodu ministrovy důkladné ochrany, poté se ještě pokusili u Uherského Hradiště vyhodit do povětří trať, ale neúspěšně. Lukaštíka navíc udal místní konfident gestapu v Uherském Hradišti. 8. ledna 1943 provedlo gestapo u Remešových prohlídku. V následné přestřelce byl Lukaštík zraněn a v bezvýchodné situaci se zastřelil. 
Kindl a Grabovský navázali kontakt s Obranou národa. Odbojáři jim zajistili falešné doklady a úkryt ve východních Čechách. V březnu 1943 byli oba zatčeni poté, co je některý z odbojářů při mučení prozradil gestapu, podle jiných tvrzení se Kindl vzdal dobrovolně. Oba se naoko zavázali ke spolupráci a byli propuštěni. Grabovský byl na podzim znovu zatčen, když jeho lest gestapo prohlédlo. V roce 1944 byl (po zachycení motáku určeného pro Londýn) v Terezíně popraven. Také Kindl měl být za předstírání spolupráce zatčen, podle jiných pramenů se skutečně dopustil zrady a několik lidí kvůli němu skončilo na popravišti, když působil pro gestapo jako agent provokatér. Při jedné pátrací akci v Nasavrkách byl omylem zastřelen příslušníkem gestapa.

## Hodnocení
Výsadek skončil neúspěchem, neboť se nepodařilo naplánované úkoly splnit ani nalézt činnost náhradní. Navíc pomoc příslušníkům výsadku vinou zrady Kindla a působením dalších konfidentů zaplatila řada lidí životem. Na popravišti skončila rodina Krzákových z Bernartic či rodina Remešových z Jankovic.

## Připomínka
Ve Věšíně, u rozcestí u chaty Václavka, připomíná operace Intransitive a Tin pomník.

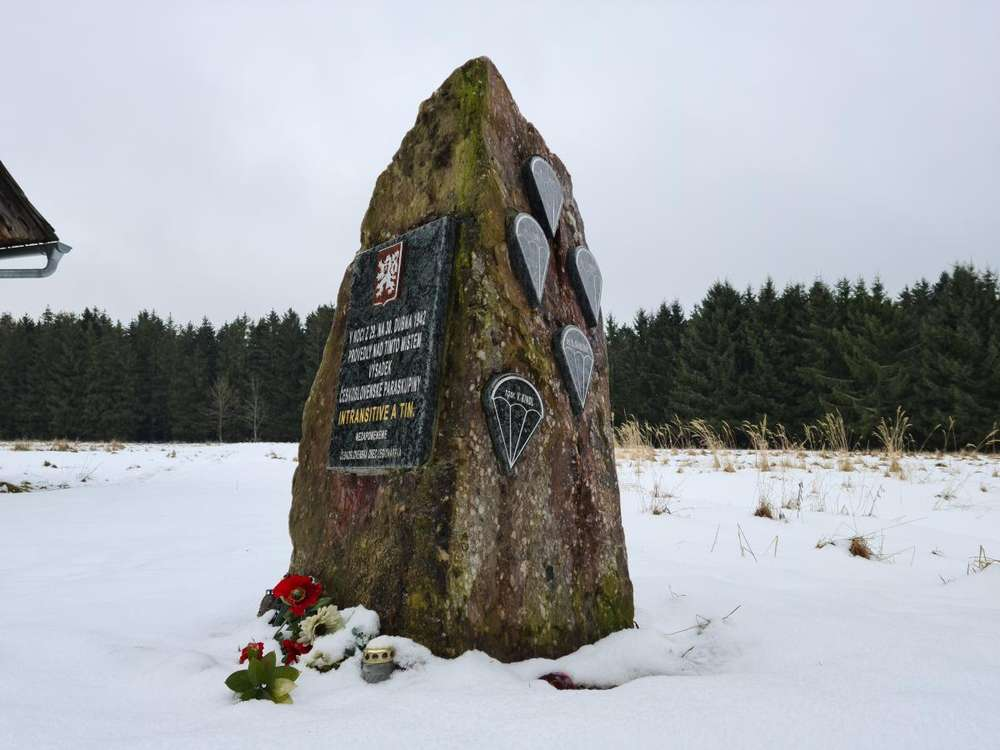
Pomník parašutistů Intransitive a Tin, Věšín